# Ascalaphus prothoracicus
Ascalaphus prothoracicus är en insektsart som först beskrevs av Douglas E. Kimmins 1949.  Ascalaphus prothoracicus ingår i släktet Ascalaphus och familjen fjärilsländor. Inga underarter finns listade i Catalogue of Life.